# Albert Pantle
Albert Pantle (* 5. November 1859 in Oberstenfeld; † 8. Dezember 1921 in Stuttgart) war ein deutscher Architekt.

## Leben

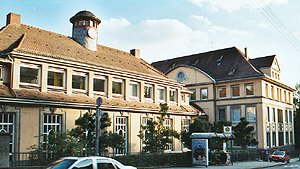
Schickhardtschule Stuttgart. Erbaut 1912/13, Foto 2002

Albert Pantle gehört zu jenen Architekten, die mit wichtigen Projekten das Stadtbild Stuttgarts zwischen Historismus und Moderne nachhaltig geprägt haben. Die meisten seiner Bauten sind noch heute erhalten. Pantle war allerdings kein freischaffender Architekt, sondern städtischer Baubeamter, der während seines Berufslebens an der Lösung wichtiger kommunaler Aufgaben einer rasch wachsenden Stadt beteiligt war.
Albert Pantle wurde am 5. November 1859 in Oberstenfeld als Sohn eines Weinbauern geboren, studierte am Stuttgarter Königlichen Polytechnikum und legte dort die 1. Staatsprüfung ab. Nach neunjähriger Tätigkeit bei der staatlichen Hochbauverwaltung (damals Königliche Domänendirektion) bestand er das 2. Staatsexamen und trat 1891 in den Dienst der Städtischen Hochbauverwaltung Stuttgart ein. Bis 1908 führte er die Amtsbezeichnung eines Bauinspektors. Am 3. Januar 1908 wurde er zum Stadtbaurat, am 1. Mai 1914 zum Oberbaurat ernannt. 1911 wurde Pantle Leiter des Städtischen Hochbauamts, in dessen Funktion er nach dem Ersten Weltkrieg den Titel des Städtischen Baudirektors führte. 1912 wurde ihm durch den württembergischen König Wilhelm II. das Ritterkreuz I. Klasse des Friedrichs-Ordens verliehen.

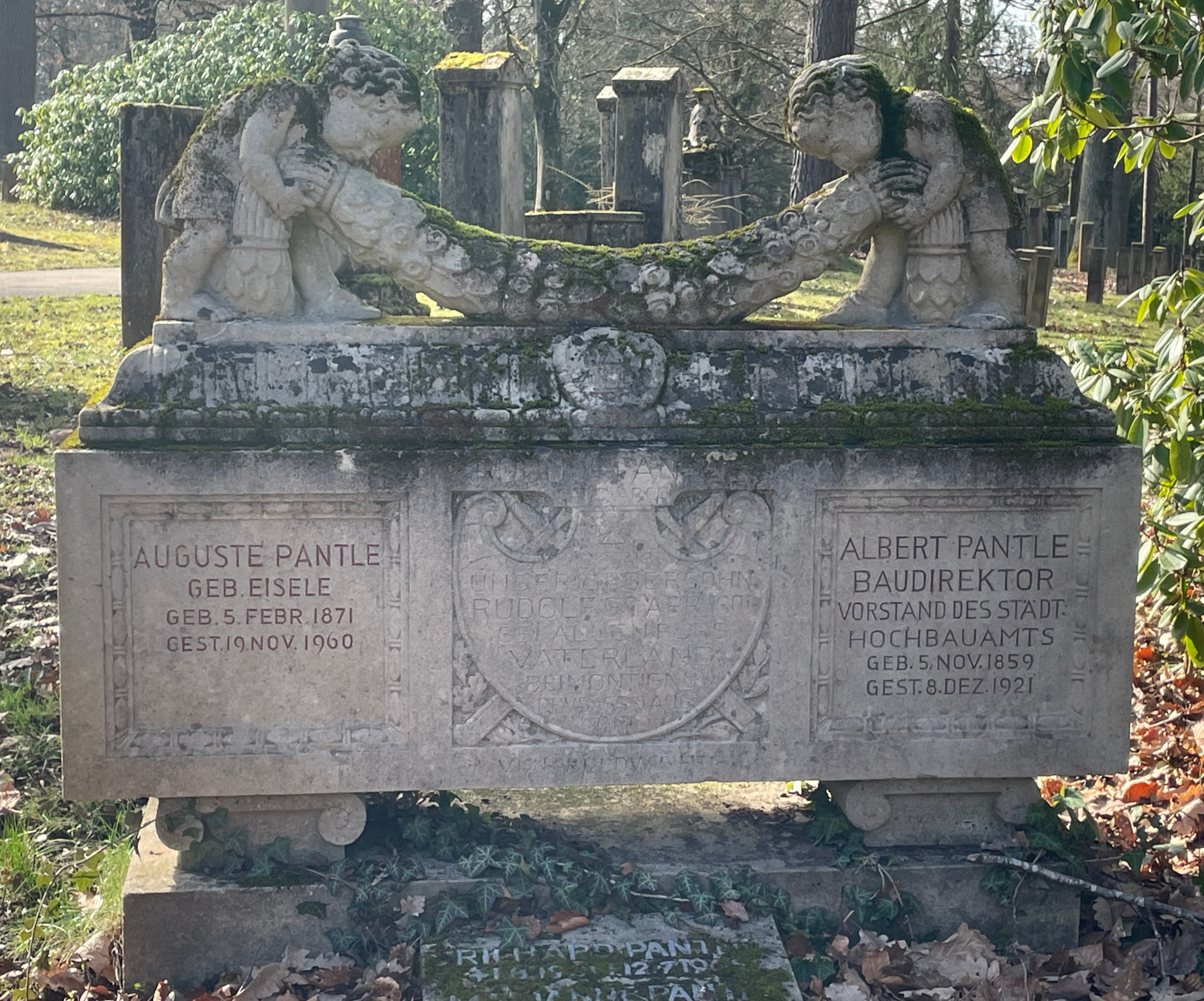
Grabstein von Abert Pantle auf dem Waldfriedhof Stuttgart

Pantle starb unerwartet im 63. Lebensjahr am 8. Dezember 1921 in Stuttgart. Er ist zusammen mit seiner Frau Auguste Pantle geb. Eisele (1871–1960) und seinem im Ersten Weltkrieg gefallenen Sohn, dem Architekten Rudolf Pantle (1891–1914), in Abteilung 4a auf dem Stuttgarter Waldfriedhof begraben. Die Friedhofsgebäude wurden 1914 nach seinen Plänen erbaut. Das Grabdenkmal wurde von Josef Zeitler geschaffen, der in Zusammenarbeit mit Pantle viele bildhauerische Beiträge für Gebäude von Pantle und für den Waldfriedhof lieferte.

## Werk
Die Hauptaufgaben des städtischen Hochbauamtes lagen um 1900 vor allem darin, das rasante Wachstum der Stadt durch weitblickende Planung zu begleiten und in Bahnen zu lenken, zum anderen die eingemeindeten und anderen benachbarten, durch Zuzug ebenfalls rasch wachsenden Vororte mit den erforderlichen Bauten zu versehen. Pantles Name fällt daher vor allem im Zusammenhang mit dem Neubau von Schulhäusern, aber auch mit weiteren öffentlichen Anlagen und Gebäuden.
Albert Pantle hat wie nur wenige den Wandel der Architekturauffassungen zwischen Historismus und Moderne verkörpert. Er begann als Vertreter der Neugotik und Neorenaissance. Früh ging er auf die Entwicklung einer malerischen Behandlung von Fassaden zu, ohne den Zweck der jeweiligen Bauten zu vernachlässigen. Damit gehörte auch er zu den Vertretern eines Stuttgarter Jugendstils, der eine breite Spur in der Baugeschichte der Stadt hinterlassen hat. Auch die neubarocke, wenngleich doch eher nüchtern-sachliche Phase in der Architekturentwicklung der Stadt zwischen 1909 und 1915 hat er mit eigenständigen Ideen angereichert. Und den Übergang zum sachlichen, weil verstärkt sach-bezogenen Bauen in den Zwanziger Jahren hat er früh mitgeprägt.

## Wichtigste Bauten

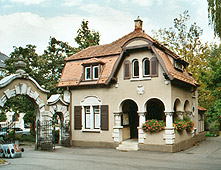
Bergfriedhof Stuttgart-Ost. Erbaut 1904, Foto 2002

Zu den wichtigsten Gebäuden in Stuttgart, die nach seinen Entwürfen entstanden gehören:
- 1900 das Hauptgebäude der Pragschule in Sichtbackstein und mit Elementen der deutschen Gotik und Renaissance.
- 1900–1903 Arbeiterwohnhäuser im Tunzhofer Viertel in Stuttgart in der Auffassung des Jugendstils: variantenreich gegliedert in Back- und Sandstein, Putz und Zierfachwerk
- 1903 Ostheimer Schule mit neobarocken Elementen
- 1904 Aufseherhaus am Bergfriedhof in einer romantischen Gesamterscheinung
- 1905/06 Heusteigschule nach Plänen von Theodor Fischer
- 1907 Friedhofskapelle in Untertürkheim – ganz in der von Theodor Fischer geprägten modernen Auffassung
- 1909 Lindenschule Untertürkheim als eine der größten und funktionalsten Schulen ihrer Zeit in der Stadt
- 1912 Verwaltungsgebäude des Schlachthofs in Stuttgart (heute Schweinemuseum)
- 1912/13 die Schickhardtschule: eine „Bauanlage, welche die größte der bisher ausgeführten Schulhausgruppen der Stadt Stuttgart darstellt, … in mannigfacher Hinsicht bemerkenswert und vorbildlich“ (Bauzeitung für Württemberg)
- 1914 Aussegnungshalle und Nebengebäude des Waldfriedhofs in sachlicher, gleichwohl klassizistischer Gestaltung
- 1915 Altenburgschule Stuttgart-Cannstatt: sein letztes Projekt vor dem Zusammenbruch des Reiches, über dem Neckar thronend in sehr strenger Architektursprache

## Gesamtverzeichnis

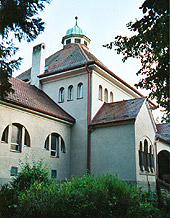
Friedhof Stuttgart-Untertürkheim. Erbaut 1907, Foto 2002

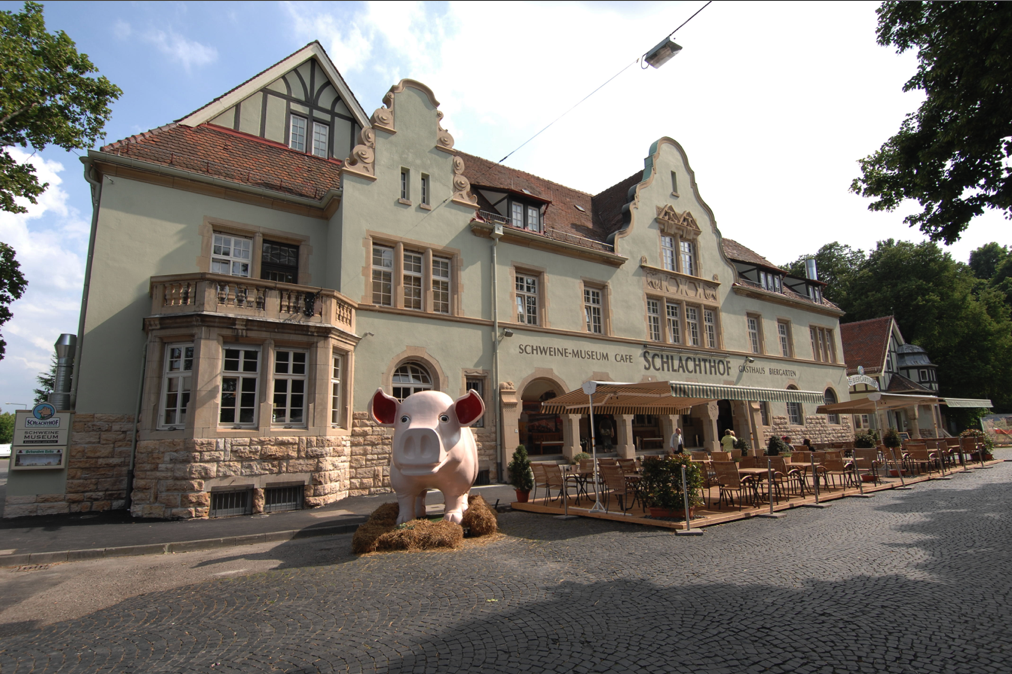
Verwaltungsgebäude des Alten Schlachthofs Stuttgart-Gaisburg. Erbaut 1912, Foto 2010

Gesamtverzeichnis der Hauptgebäude (Stand Frühjahr 2003)
- 1894 Bürgerhospital, Stuttgart, Tunzhoferstraße
- 1895 Mehrfamilienhaus, Esslingen, Schelztorstraße 41
- 1897 eigenes Mehrfamilienhaus, Stuttgart, Sonnenbergstraße 19
- 1900 Pragschule, Stuttgart, Friedhofstraße 74
- 1901 Arbeiterwohnhäuser, Stuttgart, Türlen-/Tunzhofer Straße
- 1901 Erweiterung Straßenreinigungsdepot mit Polizeiwache, Stuttgart, Tübinger Straße 59/61
- 1901 Leichenhaus Bergfriedhof, Stuttgart, Hackstraße
- 1903 Schule Ostheim, Stuttgart, Landhausstraße
- 1903 Turnhalle mit Steigerturm und Badeanstalt, Stuttgart-Wangen, Hedelfinger Straße
- 1904 Kleinkinderschule Stuttgart-Untertürkheim, Nebelhornstraße 23
- 1904 Aufseherhaus Bergfriedhof, Stuttgart, Hackstraße
- 1906 Heusteigschule, Stuttgart, Heusteigstraße 97 (Bauleitung und Betriebseinrichtungen)
- 1906–1910 Neubauten Städtisches Gaswerk Stuttgart-Gaisburg
- 1907 Friedhofskapelle Stuttgart-Untertürkheim, Gehrenwaldstraße 40
- 1908 Polizei- und Steuerwachgebäude, Stuttgart, Pragstraße 180
- 1908 Neckar-Elektrizitätswerk Ludwigsburg-Poppenweiler
- 1909 Lindenschule Stuttgart-Untertürkheim, Lindenschulstraße 20
- 1911 Erweiterung Pragschule Stuttgart
- 1911 Untere Schule (Grundschule) Stuttgart-Gaisburg, Landhausstraße
- 1911 Erweiterung Stadtbad, Stuttgart-Cannstatt
- 1912 Aussichtsplatte Bismarckeiche mit Gebäude, Stuttgart, Hasenberg
- 1912 Verwaltungsgebäude Städtischer Schlachthof Stuttgart-Gaisburg
- 1913 Schickhardtschule, Stuttgart, Schickhardtstraße 26–30
- 1913 Mietshäuser Stuttgart, Adlerstraße 47, Beerstraße 2/4
- 1913 Falkertschule, Stuttgart, Falkertstraße 24
- 1914 Filderschule, Stuttgart-Degerloch, Leinfeldener Straße 61[2]
- 1914 Waldfriedhof Stuttgart: Gebäudeanlage
- 1914 Städtisches Kinderheim (Krankenhaus, Asyl) und Erlöserkrippe, Stuttgart, Türlenstraße 22
- 1914 Planung und Anordnung der Ausstellung für Friedhofskunst, Stuttgart
- 1915 Altenburgschule Stuttgart-Cannstatt, Auf der Altenburg 10
- 1919 Städtische Kleinwohnungsbauten, Stuttgart, Eier-/Schreiber-/Böheimstraße
- 1919 Kinderheim / Kindersolbad in Bad Rappenau
- 1919/20 Wohnhausgruppen in Stuttgart in der Rotenbergstraße, Villastraße und am Nastplatz
- 1921 Mädchenrealschule (jetzt Kaufmännische Schule Süd), Stuttgart, Zellerstraße 37

## Eigene Schriften
- Der Ehrenfriedhof für Krieger im Waldfriedhof zu Stuttgart. In: Kriegsheft des Bundes für Heimatschutz in Württemberg und Hohenzollern (1916), S. 82–84.
- Albert Pantle: Der Stuttgarter Waldfriedhof. In: Christliches Kunstblatt für Kirche, Schule und Haus Band 59, 1917, Seite 210–215, 217–219, 221.